# トーマス・マン (経済学者)
トーマス・マン（英語: Thomas Mun、1571年6月17日 - 1641年7月21日）は、イングランドの実業家・経済理論家（経済学者）。

## 概要
経済学的著作を著し、初期重商主義の最後の人物といわれている。サービスという無形のものの輸出が有価な取引であると考えた最初の人々のうちの一人であり、資本主義を擁護する意見をきわめて早い時期に積極的に述べた人物でもある。

## 経歴と業績
当初地中海交易に従事していたが、その後ロンドンに移住、巨万の富を築いた。東インド会社の役員であり、1622年には常設の通商委員会の委員にも選出された。マンが東インド会社役員を務めていた時代のイングランドは銀が払底しており、東インド会社を通じて大量の銀が流出しているという非難が高まっていた。
マンの1621年の著作『イングランドから東インド諸島への交易についての論述』A Discourse of Trade from England unto the East Indiesは多くの部分を割いて、東インド会社の活動を擁護している。とはいえマンの著作の中でもっとも有名なのは『外国貿易によるイングランドの富』England's Treasure by Foreign Tradeである。この著作が書かれたのは1630年頃と推定されるが、公表されたのはマンの死後、1664年になってからであり、彼の息子ジョン・マンにより公益に資するため出版」された。献辞を捧げられたのは大蔵卿のサウサンプトン伯トーマス・ライアススリーだった。マンの思想はしばしば東インド会社総裁ジョサイア・チャイルドに似ていると評される。どちらも古典的な意味の重商主義者であり、ジェラール・ド・マリーンズの銀輸出制限論に対する反論として、現にイングランドが富を築いていることを挙げている。こうした議論で史上初めて交易バランスの理論が明確に述べられたのである。
マンによれば、交易こそイングランドの富を増大させる唯一の方法であるが、交易を通じて富を増大させるにはいくつかの方法がある。第一は消費を減らし、輸出に振り向ける財の量を増すこと。第二は土地その他の国内の天然資源を有効活用して、輸入の必要を減らすこと。第三は外国の原料を使って国内で生産した財にかかる輸出関税を低減すること。第四は需要変動の少ない財を輸出することである。これは価格が高ければ高いほど貨幣が増えるからである。

## 言葉
「わが国には財宝を産出する鉱山がないのだから、外国貿易以外に財宝を獲得する手段がないことは思慮ある人なら誰も否定しないであろう」（『外国貿易によるイングランドの財宝』）

## 日本語訳
- 張漢裕訳『外国貿易によるイギリスの財宝』岩波文庫、1942年
- 堀江英一、河野健二共訳『重商主義論』有斐閣、1942年、改造社、1948年
- 渡辺源次郎訳『外国貿易によるイングランドの財宝』東京大学出版会、1965年

この記事には現在パブリックドメインとなっているブリタニカ百科事典第11版の文章が含まれています。